# Naucydès

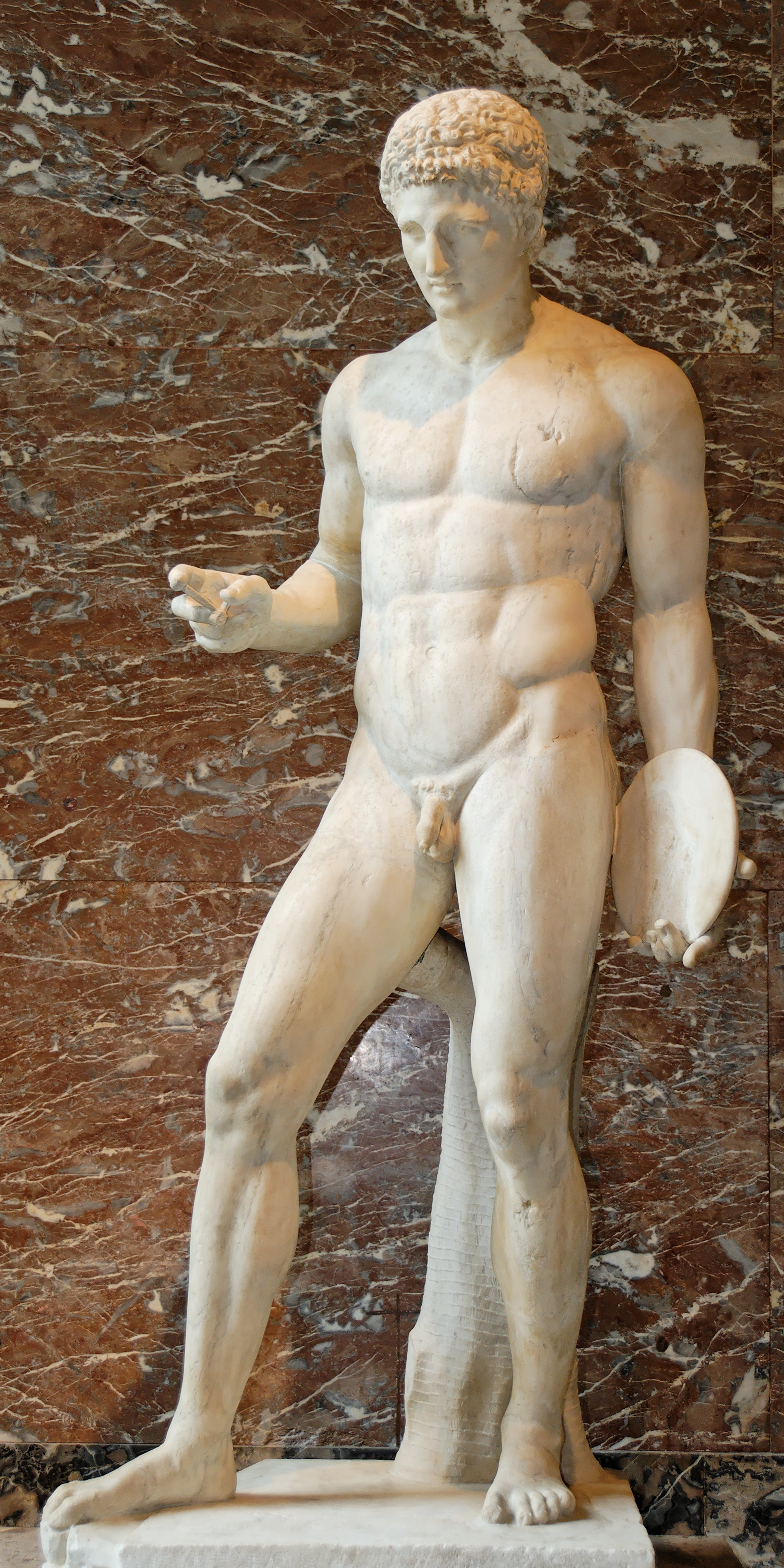
Statue du Discophore, copie romaine d'après Naukydès, Louvre Ma 89.

Naucydès ou Naukydès (Ναυκύδης) est un sculpteur grec d'Argos, actif à la fin du Ve et au début du IVe siècle av. J.-C.
Naukydès venait d'une famille de sculpteurs : son père Patroclès et ses frères Daidalos et Périclytos étaient actifs dans ce domaine.
Naucydès a créé une statue d'or et d'ivoire d'Hébé pour le temple d'Héra à Argos, une image minérale d'Hécate, un Hermès, plusieurs statues de Victoires, le portrait de la poétesse Erinna, un bélier sacrifiant Phrixus (sur l'Acropole d'Athènes) et un porteur de disque (Discophore).
Plusieurs copies romaines en marbre du Discophore ont survécu, notamment au Vatican, au Louvre et au Liebieghaus de Francfort-sur-le-Main.
Naukydès était un élève de Polyclète l'Ancien ou de l'un de ses disciples. Il était lui-même le frère ou le maître de Polyclète II, enseignant du début du IVe siècle avant J.-C., qui peut être identifié à l'architecte du même nom. Peut-être était-il aussi le maître de Polyclète III.

## Sources
1. ↑  Notice no 842, base Atlas, musée du Louvre
2. ↑  Inv. Ma 89 (Datenbank).
3. ↑  Inv. 2608 (Datenbank).

## Liens
- Notices d'autorité :   - VIAF
- Ressources relatives aux beaux-arts :   - British Museum
  - Grove Art Online
  - Royal Academy of Arts
  - Union List of Artist Names
- Notice dans un dictionnaire ou une encyclopédie généraliste :   - Enciclopedia De Agostini
- Athlète au disque dit "le Discophore" : Notice no 842, base Atlas, musée du Louvre.